# BlackBerry Z10
BlackBerry Z10とはBlackBerry（旧名リサーチ・イン・モーション）が開発したタッチパネル型スマートフォンである。2013年1月30日開催のBlackBerry 10イベントでお披露目された2機種の新型BlackBerry端末のうち最初に発売された方である。

## ソフトウェア
BlackBerry Z10は新しいBlackBerry 10(BB 10)モバイルオペレーティングシステムを採用している。BB 10のユーザインタフェースはダイレクトマニピュレーションインタフェースという概念の下、マルチタッチジェスチャーが採用されている。OSとのインタラクションとしてスワイプ、タップ、ピンチ、リバースピンチといったジェスチャーやBB10オペレーティングシステムや自身のマルチタッチインタフェースのコンテキストにおいて特定の定義を持っている全てが含まれている。
Z10にはBlackBerry Hub, Contacts, BlackBerry Browser, BlackBerry Calendar, BBM, Text Messages, BlackBerry World, BlackBerry Remember, Docs To Go, Pictures, Music, Videos, Story Maker, Facebook, Twitter, LinkedIn, Foursquare, BlackBerry Maps, Games, YouTube, Voice Control, Weather, Clock, Calculator, Compass, File Manager, Box, BlackBerry Connect for Dropbox, Print To Go, Smart Tags, Settings, Adobe Reader, Phone, Camera/Video Camera/Time Shift, Setup, Help, SIM Toolkit, Searchがプリロードされている。
また、モバイルホットスポット機能もあり8台までインターネット接続の共有に対応している。BlackBerry OS対応のオンラインアプリケーションディストーションプラットフォームであるBlackBerry WorldにアクセスすることでBlackBerry World storeにあるアプリケーション、ゲーム、音楽、ビデオを閲覧したりダウンロードすることができる。
タッチスクリーンキーボードは高度なタイピングエクスピリエンスを提供している。ユーザーのライティングスタイルや言葉のサジェストを学習することでより正確かつ、負担を最小限に抑える形で速い入力をサポートしている。
カメラは背面が8メガピクセルでオートフォーカスとLEDフラッシュで1080pビデオ撮影が可能になっていて、前面は2メガピクセルで720pのビデオ撮影が可能になっている。カメラアプリケーションの独自機能にはタイムシフト機能があり、被写体の顔が良くない（目を閉じているなど）場合に良いと思う特定の写真の時に遡ることが可能。
ボイスコントロール機能もあり、音声コマンドで端末を操作することができる。自然な音声パターンを認識することでユーザーが自然に話すことができて常に理解するようになっている。アプリケーションに話すことでメッセージ送信、電子メール作成、ドキュメント作成などができる。

## ハードウェア
4つの最小管理単位を設定することで北米のキャリア帯域の配布やインターナショナルバージョンに対応している。LTEバージョンでは1.5 GHzデュアルコアのQualcomm Snapdragon S4 Plus (SoC)とAdreno 225 GPUが搭載されている。LTE非対応（インターナショナルモデル）の市場では1.5 GHzデュアルコアの Texas Instruments OMAP 4470 (SoC)とPowerVR SGX 544 GPUを搭載したZ10を発売する予定であるとしている。その時はSTE M5730モデムが搭載される。

## 取扱地域
最初に2013年1月31日にイギリスで発売された。
カナダではベル・モビリティ（ヴァージン・モバイル・カナダを含む）、モビリシティ、ロジャース・ワイヤレス（フィドーを含む）、サスクテル、テラス・モビリティ（クードゥー・モバイルを含む）、ウィンド・モバイル、ビデオトロン・モバイルが取り扱っており、2013年2月5日に649ドルで発売された。MTSモビリティは発売日未定の段階で予約を受け付けていた。モビリシティとイーストリンクも発売日未定の段階で発売予定だと発表していた。
アメリカ合衆国ではベライゾン・ワイヤレス、AT&Tモビリティ、T-Mobile USAが取り扱う予定で、2013年2月10日、T-Mobile-MVNOのSolaveiが予約受付を開始し、アメリカ合衆国で最初にZ10を提供することになり、価格は999ドルになる予定。
オーストラリアではテルストラとオプタスが取り扱いを表明しているが、発売日は決まっていない。